# アンドロメダ座8番星
アンドロメダ座8番星（アンドロメダざ8ばんせい、英語: 8 Andromedae, 8 And）はアンドロメダ座の方向にある三重連星系である。視等級は4.82等級で、裸眼で観望することができる。ガイア計画によって測定された年周視差の値は6.0562ミリ秒で、これに基づくと地球からの距離は540光年となる。地球に対して秒速-8 kmの視線速度で接近してきている。
主星は年老いた赤色巨星で、スペクトル分類はM2.5IIIBa0.5型に分類される。主星は中程度のバリウム星で、大気にはs過程で生成された元素が多い。これは、すぐ傍にある白色矮星の伴星から獲得したか、漸近巨星分枝の段階にあることにより自ら元素を産み出したかのどちらかによるものとされている。未知のタイプの周期変光星であり、4.3日の周期で視等級が0.0161等級変動している。
もう一つの伴星は、2015年の時点で164°の位置角に沿って7.8秒離れた位置にある、13.0等級の恒星である。